# Havrîlivka, Izeaslav
Havrîlivka (în ucraineană Гаврилівка) este un sat în comuna Plujne din raionul Izeaslav, regiunea Hmelnîțkîi, Ucraina.

## Demografie
Componența lingvistică a localității Havrîlivka
     Ucraineană (98,88%)
     Rusă (1,12%)
Conform recensământului din 2001, majoritatea populației localității Havrîlivka era vorbitoare de ucraineană (98,88%), existând în minoritate și vorbitori de rusă (1,12%).